# Cyrtodactylus hoskini
Cyrtodactylus hoskini là một loài thằn lằn trong họ Gekkonidae. Loài này được Shea, Wilmer & Amey mô tả khoa học đầu tiên năm 2011.